# József Gyuricza
József Gyuricza (* 16. Januar 1934 in Hódmezővásárhely; † 11. März 2020) war ein ungarischer Florettfechter.

## Erfolge
József Gyuricza wurde 1955 in Rom im Einzel sowie 1957 in Paris mit der Mannschaft Weltmeister. Im Mannschaftswettbewerb folgte 1955 in Rom, 1961 in Turin, 1962 in Buenos Aires und 1966 in Moskau der Gewinn der Vizeweltmeisterschaft. Hinzu kommen drei weitere Bronzemedaillen mit der Mannschaft. 1962 gehörte Gyuricza auch zur Säbel-Mannschaft, die Silber gewann. Dreimal nahm er an Olympischen Spielen teil. Bei den Olympischen Spielen 1956 in Melbourne erreichte er mit der ungarischen Equipe die Finalrunde, in der sie gegen Frankreich und Italien das Nachsehen hatte. Das Gefecht um die Bronzemedaille entschied die Mannschaft, die neben Gyuricza noch aus Endre Tilli, Mihály Fülöp, József Marosi, József Sákovics und Lajos Somodi bestand, gegen die Vereinigten Staaten mit 9:5 für sich. In der Einzelkonkurrenz erreichte er die Finalrunde, die er als Fünfter beendete. 1960 in Rom verpasste er als Vierter mit der Mannschaft knapp einen weiteren Medaillengewinn, 1964 in Tokio schloss er die Mannschaftskonkurrenz auf dem siebten Rang ab. In Tokio trat er auch im Einzel an und schied in der Viertelfinalrunde aus.